# Films américains sortis en 1918
Listes de films américains
- 1914
- 1915
- 1916
- 1917
- 1918
- 1919
- 1920
- 1921
- 1922

Liste (non exhaustive) de films américains sortis en 1918. 

## A-Z (Par ordre alphabétique des titres en anglais)
| Titre                                           | Réalisateur                   | Distribution                                    | Genre                          | Notes                                                        |
| ----------------------------------------------- | ----------------------------- | ----------------------------------------------- | ------------------------------ | ------------------------------------------------------------ |
| The Accident Attorney                           | Bud Fisher                    |                                                 | Comédie                        |                                                              |
| The Accusing Toe                                | King Vidor                    | Sadie Clayton                                   |                                |                                                              |
| Amarilly of Clothes-Line Alley                  | Marshall Neilan               | Mary Pickford                                   | Drame                          |                                                              |
| America's Answer                                |                               |                                                 |                                |                                                              |
| Among the Cannibal Isles of the South Pacific   |                               |                                                 |                                |                                                              |
| Are Crooks Dishonest?                           |                               | Harold Lloyd                                    | Comédie                        |                                                              |
| Arizona                                         | Albert Parker                 | Douglas Fairbanks, Theodore Roberts             |                                |                                                              |
| Back to the Woods                               | George Irving                 | Mabel Normand, Herbert Rawlinson                | Comédie                        |                                                              |
| Beat It                                         |                               | Harold Lloyd                                    | Comédie                        |                                                              |
| Bees in His Bonnet                              |                               | Harold Lloyd                                    | Comédie                        |                                                              |
| Believe Me, Xantippe (en)                       | Donald Crisp                  | Wallace Reid, Ann Little, Noah Beery            | Comédie                        |                                                              |
| The Bell Boy                                    |                               | 'Fatty' Arbuckle / Buster Keaton                | Comédie                        |                                                              |
| The Blue Bird                                   | Maurice Tourneur              | Tula Belle                                      |                                |                                                              |
| The Bond                                        | Charles Chaplin               | Charlie Chaplin, Edna Purviance, Sydney Chaplin | Film de propagande             |                                                              |
| Douglas au pays des mosquées (Bound in Morocco) | Allan Dwan                    | Douglas Fairbanks, Pauline Curley               |                                |                                                              |
| Bride and Gloom                                 |                               | Harold Lloyd                                    | Comédie                        |                                                              |
| Bud's Recruit                                   | King Vidor                    |                                                 |                                |                                                              |
| The Chocolate of the Gang                       | King Vidor                    |                                                 |                                |                                                              |
| The City of Dim Faces                           |                               | Sessue Hayakawa et Marin Sais                   |                                |                                                              |
| The City Slicker                                |                               | Harold Lloyd                                    | Comédie                        |                                                              |
| The Cook                                        |                               | Fatty Arbuckle/Buster Keaton                    | Comédie                        |                                                              |
| A Dog's Life                                    |                               | Charlie Chaplin                                 | Comédie                        |                                                              |
| The Embarrassment of Riches                     |                               |                                                 |                                |                                                              |
| The Eyes of Julia Deep                          | Lloyd Ingraham                | Mary Miles Minter, Allan Forrest                | Comédie dramatique             |                                                              |
| Fireman Save My Child                           |                               | Harold Lloyd                                    | Comédie                        |                                                              |
| Follow the Crowd                                | Alfred J. Goulding            | Harold Lloyd                                    | Comédie                        |                                                              |
| A Gasoline Wedding                              |                               | Harold Lloyd                                    | Comédie                        |                                                              |
| The Ghost of Slumber Mountain                   | Willis O'Brien                | Herbert M. Dawley, Willis O'Brien               |                                |                                                              |
| The Goddess of Lost Lake                        | Wallace Worsley               | Louise Glaum                                    | Drame                          |                                                              |
| Headin' South                                   | Allan Dwan                    | Douglas Fairbanks                               |                                |                                                              |
| Hear 'Em Rave                                   | Gilbert Pratt                 | Harold Lloyd, Bebe Daniels                      | Comédie                        |                                                              |
| The Heart of Humanity                           | Allen Holubar                 | Dorothy Phillips, William Stowell               | Film de propagande             |                                                              |
| Hearts of the World                             | D. W. Griffith                |                                                 |                                |                                                              |
| Here Come the Girls                             |                               | Harold Lloyd                                    | Comédie                        |                                                              |
| Hey There! (en)                                 |                               | Harold Lloyd                                    | Comédie                        |                                                              |
| Hit Him Again                                   |                               | Harold Lloyd                                    | Comédie                        |                                                              |
| The House of Mirth                              | Albert Capellani              | Katherine Corri Harris                          | Drame                          |                                                              |
| Huck and Tom                                    | William Desmond Taylor        | Jack Pickford, Robert Gordon                    | Comédie dramatique             |                                                              |
| I'm a Man                                       | King Vidor                    |                                                 |                                |                                                              |
| It's a Wild Life                                |                               | Harold Lloyd                                    | Comédie                        |                                                              |
| Kicked Out                                      |                               | Harold Lloyd                                    | Comédie                        |                                                              |
| Kicking the Germ Out of Germany                 | Alfred J. Goulding            | Harold Lloyd, Bebe Daniels                      | Comédie                        |                                                              |
| The Lamb                                        |                               | Harold Lloyd, Bebe Daniels                      | Comédie                        |                                                              |
| Let's Go                                        | Alfred J. Goulding            | Harold Lloyd, Bebe Daniels                      | Comédie                        |                                                              |
| The Light of the Western Stars                  | Charles Swickard              | Dustin Farnum, Winifred Kingston                | Western                        |                                                              |
| Look Pleasant, Please                           | Alfred J. Goulding            | Harold Lloyd, Bebe Daniels                      | Comédie                        |                                                              |
| The Lost Lie                                    | King Vidor                    |                                                 |                                |                                                              |
| Men Who Have Made Love to Me                    | Arthur Berthelet              | Mary MacLane, Ralph Graves                      |                                |                                                              |
| The Messenger                                   | Arvid E. Gillstrom            | Billy West, Oliver Hardy                        | Comédie                        | produit par la King-Bee Films Corporation                    |
| Mickey                                          | F. Richard Jones, James Young | Mabel Normand                                   | Comédie                        |                                                              |
| Moonshine                                       |                               | Fatty Arbuckle/Buster Keaton                    | Comédie                        |                                                              |
| Nine-Tenths of the Law                          | B. Reeves Eason               |                                                 |                                | Avec une apparition de B. Reeves Eason, Jr., le fils d'Eason |
| Nocturnal Tunes                                 |                               |                                                 |                                |                                                              |
| The Non-Stop Kid                                |                               | Harold Lloyd                                    | Comédie                        |                                                              |
| Nothing But Trouble                             |                               | Harold Lloyd, Bebe Daniels                      | Comédie                        |                                                              |
| On the Jump                                     |                               | Harold Lloyd                                    | Comédie                        |                                                              |
| The Orderly                                     | Arvid E. Gillstrom            | Billy West, Oliver Hardy, Bud Ross              | Comédie                        | produit par la King-Bee Films Corporation                    |
| Out of the Inkwell                              |                               |                                                 |                                |                                                              |
| Out West                                        |                               | 'Fatty' Arbuckle/Buster Keaton                  | Comédie                        |                                                              |
| An Ozark Romance                                |                               | Harold Lloyd                                    | Comédie                        |                                                              |
| Pipe the Whiskers                               |                               | Harold Lloyd                                    | Comédie                        |                                                              |
| The Richest Girl                                | Albert Capellani              | Anna Murdock, David Powell                      | Comédie dramatique             |                                                              |
| Riders of the Purple Sage                       | Frank Lloyd                   | William Farnum, Mary Mersch (en), Marc Robbins  | Western                        |                                                              |
| The Rogue                                       | Arvid E. Gillstrom            | Billy West, Oliver Hardy, Bud Ross              | Comédie                        | produit par la King-Bee Films Corporation                    |
| The Romance of Tarzan                           | Wilfred Lucas                 | Elmo Lincoln, Enid Markey                       | Aventure                       |                                                              |
| Salomé                                          | J. Gordon Edwards             | Theda Bara, G. Raymond Nye                      |                                |                                                              |
| The Scholar                                     | Arvid E. Gillstrom            | Billy West, Oliver Hardy                        | Comédie                        | produit par la King-Bee Films Corporation                    |
| She Loves Me Not                                |                               | Harold Lloyd, Bebe Daniels                      | Comédie                        |                                                              |
| Shoulder Arms                                   |                               | Charlie Chaplin                                 | Comédie                        |                                                              |
| Sic 'Em, Towser                                 |                               | Harold Lloyd                                    | Comédie                        |                                                              |
| The Sinking of the Lusitania                    | Winsor McCay                  |                                                 | Court film de propagande animé |                                                              |
| Somewhere in Turkey                             | Alfred J. Goulding            | Harold Lloyd, Bebe Daniels                      | Comédie                        |                                                              |
| Stella Maris                                    |                               | Mary Pickford                                   |                                |                                                              |
| Swing Your Partners                             | Alfred J. Goulding            | Harold Lloyd, Bebe Daniels                      | Comédie                        |                                                              |
| Tad's Swimming Hole                             | King Vidor                    |                                                 |                                |                                                              |
| Take a Chance                                   | Alfred J. Goulding            | Harold Lloyd, Bebe Daniels                      | Comédie                        |                                                              |
| Tarzan of the Apes                              |                               | Elmo Lincoln et Enid Markey                     |                                |                                                              |
| That's Him                                      | Gilbert Pratt                 | Harold Lloyd, Bebe Daniels                      | Comédie                        |                                                              |
| The Tip                                         | Billy Gilbert, Gilbert Pratt  | Harold Lloyd, Bebe Daniels                      | Comédie                        |                                                              |
| Triple Trouble                                  |                               | Charlie Chaplin short.                          | Comédie                        |                                                              |
| Two-Gun Gussie                                  |                               | Harold Lloyd                                    | Comédie                        |                                                              |
| Two Scrambled                                   | Gilbert Pratt                 | Harold Lloyd, Bebe Daniels                      | Comédie                        |                                                              |
| Under the Yoke                                  | J. Gordon Edwards             | Theda Bara, G. Raymond Nye                      | Drame                          |                                                              |
| Under the Greenwood Tree                        | Emile Chautard                | Elsie Ferguson, Eugene O'Brien                  |                                |                                                              |
| Why Pick on Me?                                 |                               | Harold Lloyd, Bebe Daniels                      | Comédie                        |                                                              |